# Piptophyllum
Piptophyllum é um género botânico pertencente à família Poaceae. A sua única espécie é Piptophyllum welwitschii (Rendle) C.E.Hubb., sendo originária de Angola.
Alguns autores incluem-no género Triraphis ou Crinipes.
O género foi descrito por Charles Edward Hubbard e publicado em Kew Bulletin 12: 53. 1957.
Trata-se de um género reconhecido pelo sistema de classificação filogenética Angiosperm Phylogeny Website.

## Sinonímia
- Pentaschistis welwitschii Rendle[1]